# XV Festival Internacional de Cinema Fantàstic i de Terror
El XV Festival Internacional de Cinema Fantàstic i de Terror va tenir lloc a Sitges entre el 3 i el 10 d'octubre de 1982 sota la direcció d'Antonio Rafales amb la intenció de promocionar el cinema fantàstic i el cinema de terror. Fou inaugurat al palau de Maricel i hi havia tres seccions, una competitiva, una informativa i una altra retrospectiva de Tod Browning, Freddie Francis i Jacques Tourneur. Fou la primera edició en la que la Generalitat de Catalunya va prendre els rengles de l'organització del Festival, cosa que provocà friccions amb l'anterior direcció.

## Pel·lícules exhibides

### Secció competitiva
- The Last Wave de Peter Weir
- Next Of Kin de Tony Williams
- Litan: La Cité des spectres verts de Jean-Pierre Mocky
- Battletruck de Harley Cokeliss
- Possessió infernal de Sam Raimi
- The Orphan de John Ballard [5]
- The Last Horror Film de David Winters
- Holoubek (c) de Ludvík Kadleček
- The Twins are death (c) d'Antoine Valma
- Kalt wie Eis de Carl Schenkel
- Absurd de Peter Newton
- La seducció de David Schmoeller
- Forbidden World d'Allan Holzman

### Secció informativa
- The Thing de John Carpenter
- La bèstia ha de morir de Paul Annet
- Impacte de Brian de Palma
- Memoirs of a Survivor de David Gladwell
- Laserblast de Michael Rae
- O Segredo da Múmia d'Ivan Cardoso

### Retrospectives[6]
- Bogeria (1974) de Freddie Francis
- Dr. Terror (1965) de Freddie Francis
- Dràcula torna de la tomba (1968) de Freddie Francis
- They Came from Beyond Space (1967) de Freddie Francis
- La maledicció del diable (1957) de Jacques Tourneur
- L'home lleopard (1943) de Jacques Tourneur
- La comèdia dels horrors (1963) de Jacques Tourneur
- City Under the Sea (1965) de Jacques Tourneur
- The Unknown (1927) de Tod Browning
- The Road to Mandalay (1926) de Tod Browning
- The Devil-Doll (1936) de Tod Browning
- Freaks (1932) de Tod Browning
- Revenge of the Creature (1955) de Jack Arnold

## Jurat
El jurat internacional era format per Joan Perucho, Francesc Gratacós i Matamala, Luigi Valerio, Jean-Pierre Putters i Patricia Richardson.

## Premis
Els premis d'aquesta edició foren:
| Categoria                                      | Premiat                                                                         | Treball                           |
| ---------------------------------------------- | ------------------------------------------------------------------------------- | --------------------------------- |
| Clavell de Plata Daurada al millor director    | Tony Williams                                                                   | Next Of Kin                       |
| Clavell de Plata al millor Curtmetratge        | Vladimir Jutriša                                                                | Muha                              |
| Clavell de Plata a la millor actriu            | Annie McEnroe                                                                   | Battletruck                       |
| Clavell de Plata al millor actor               | Richard Chamberlain                                                             | The Last Wave                     |
| Clavell de Plata a la millor fotografia        | Thomas F. Denove                                                                | The Last Horror Film              |
| Clavell de Plata al millor guió                | Jean-Claude Romer, Jean-Pierre Mocky, Patrick Granier, Scott Baker i Suzy Baker | Litan: La Cité des spectres verts |
| Medalla de Plata als millors efectes especials | Tom Sullivan                                                                    | Possessió infernal                |
| Premi del Jurat Internacional de la Crítica    | Possessió infernal                                                              | Sam Raimi                         |